# プライス大尉
ジョン・プライス大尉（Captain John Price) はコール オブ デューティシリーズに登場する架空の主要キャラクター。モダン・ウォーフェアシリーズの作品全てに登場する3人の内の1人でもある(他の2人はジョン・「ソープ」・マクタビッシュ(John "Soap" MacTavish)大尉とニコライ(Nikolai)である)。
プライスは最初は中尉として、1996年にマクミラン(MacMillan)大尉の指揮下でウクライナのプリピャチでイムラン・ザカエフ(Imran Zakhaev)を暗殺する任務に就いていた。その後大尉に昇進し、SASのコードネーム「ブラボーチーム(Bravo Team)」部隊（ソープ・マクタビッシュも所属）のリーダーとなったが、「キングフィッシュ作戦」で拘束されロシアの強制収容所に収監された。数年後にタスクフォース141部隊により収容所から救出された後、彼は同部隊に配属されることになるが、彼とマクタビッシュ大尉がシェパード（Shepherd）将軍を殺害した後、戦争犯罪人とみなされるようになった。
その後、彼はロシア大統領とその娘アリョーナ・ワルシャフスキー(Alena Vorshevsky)がウラジミール・マカロフ(Vladimir Makarov)とその部下によって誘拐された後、彼らを救出するデルタフォースのメタルチーム(Team Metal)との共同作戦に参加した。救出作戦後の2017年1月にプライスはホテルでマカロフを殺害した。

## キャラクターデザイン
このキャラクターは駐英イラン大使館占拠事件の解決に関与し、2003年にテレビ番組シリーズ「SAS: Are You Tough Enough?」の共同司会を務めたイギリスのSAS兵士ジョン・マッカリース(John McAleese)が基になっていると考えられている 。彼はまた有名な戦争映画『遠すぎた橋』の登場人物の外見に似ているとも言及されている。プライスのコールサイン「ブラボー・シックス(Bravo Six)」は1986年の戦争映画『プラトーン』に登場するハリス大尉のコールサインと全く同じである。ジョン・プライスの声は『モダン・ウォーフェアシリーズ』（2007～2011）では俳優のビリー・マレイ(Billy Murray)、『コール オブ デューティ モダン・ウォーフェア』ではバリー・スローンが担当している。日本語吹き替え声優は作品毎にそれぞれ異なり、『モダン・ウォーフェア2』では非公表、『モダン・ウォーフェア3』では石塚運昇が、『コール オブ デューティ モダン・ウォーフェア』では斉藤次郎が担当している。
Infinity WardのキャラクターデザイナーのSami Onurとのインタビューでは、ジョン・プライスは初期のコールオブデューティ作品に登場したプライスの孫であるとの説明がなされたが、これはInfinity Wardのスタッフによってまだ確認されてはいない 。モダン・ウォーフェア2(MW2)の開発の初期段階では、ローチ(Roach)ではなく「ソープ」・マクタビッシュが操作キャラクターとして想定されていたのでプライスがプレイヤーの指揮官になる予定だった。これはMW2のアートブックにおいてさらに説明されている

### 性格
プライスは自身の敵に対しては無慈悲であることで知られている。これは入手した装備で何をするのかと尋ねたマクミラン大尉に対し「奴らを皆殺しにする」と伝えた時に見受けられる。しかしながら、プライスは任務中にしばしば軽口をたたく愉快な面も時々みせ、またかなり思いやりのある男でもある。ソープと初めて会ったときは彼に対してかなり敵対的であるようにみえたが、最終的には彼らは親友となり、ソープが死亡したときには酷く取り乱した。プライスはまた非常に真面目で思慮深い人物でもある。「死の任務」となるはずだったものに臨む際に、プライス大尉はソープに対し「いつ、どのように死ぬかを知ることは呪いではなく、むしろ祝福であり、この任務で行ったことを「この土地」（アフガニスタン）は覚えているだろう」と短いスピーチをした。

## 登場

### コール オブ デューティー 4 モダン・ウォーフェア
時系列でのプライスの初登場は第22SAS連隊に所属する中尉として当時の彼の指揮官のマクミラン大尉と共に登場するミッション「オールギリードアップ(All Ghillied Up)」であり、ウクライナのプリピャチにいるイムラン・ザカエフを暗殺する任務に着手した。彼はその後SAS部隊「ブラボーチーム」の指揮官として再び登場し、当時軍曹だった「ソープ」・マクタビッシュとの初顔合わせ時には大尉の地位にあった。彼と部隊はベーリング海峡にいる核兵器を搭載したエストニアの貨物船を襲撃し、その後情報提供者のニコライを救出するためにロシアへと向かった。ニコライの救出に成功したチームは彼からの情報を得た後アゼルバイジャンに移動し、倉庫でカレド・アル=アサド(Khaled Al-Asad)を拷問し、その途中にアサドの携帯電話にかけられてきた電話を取ったプライスは無言でアサドを殺し、その後電話の相手はイムラン・ザカエフだと隊員に明かした。アサド奪還のために向かってくる敵軍と交戦しつつ海兵隊武装偵察部隊によって救出された後、彼はSAS、アメリカ海兵隊と政権支持派の間でのイムラン・ザカエフの息子ヴィクトル・ザカエフ(Victor Zakhaev)を拘束する共同作戦を率いるもヴィクトルは拘束寸前に自殺した。これがイムランを激怒させ、アメリカへ向けて核ミサイルを発射すると脅迫した。プライスはその後自身の部隊と海兵隊と共に発射施設で戦いミサイルを自爆させることに成功した。彼はその後施設から逃走したが、敵のハインドが渡っていた橋を破壊した後に重傷を負った。しかし、彼は意識を失う前に傍にいたソープにM1911ピストルを滑らせて渡し、ソープはそれを用いてザカエフを射殺した。ソープはロシアの政権支持派に空輸のために吊り上げられている時に兵士がプライスを生き返らせようとしているが無駄に終わっている光景を目にした。

### コール オブ デューティー  モダン・ウォーフェア2
プライスは生き延びキングフィッシュ作戦に参加したが、敵軍から逃げるメンバーを回収するヘリを守るためにしんがりを務めていた時に捕らえられロシアの収容所に収監された。数年後、大尉に昇進したマクタビッシュが率いる新部隊タスクフォース141が収容所を襲撃しプライスを救出する。ソープもタスクフォースにいると認識する前のプライスはライフルでサンダーソン軍曹を狙っており救出部隊を敵と思っていた。
プライスはタスクフォース141に参加するが、部隊の主要目的であるマカロフの抹殺に集中する前にアメリカの戦争を終わらせなければならないと主張する。彼はその後アメリカへ向けて核ミサイルを発射するが、実際には高高度核爆発による生じる電磁パルスをアメリカの東海岸で使うことが目的だった。これにより無数の命を救うことになったが、ワシントンD.C.の戦いの範囲内のすべての電気設備にダメージを与えることになった。彼はその後アフガニスタン南西部での武器取引を調査している間にシェパードの部下が自分とソープへ攻撃したことでシェパードの裏切りに気付いた。その後ローチとゴーストにシェパードの真の姿を伝えようとしたが間に合わず、シェパードはローチとゴーストを殺した。プライスはその後マカロフにシェパードの居場所についての情報を尋ねマカロフは不承不承にプライスにアフガニスタンに存在する秘密の山岳基地「ホテル・ブラボー」にシェパードがいると伝えた。プライスとソープは基地でシェパードの部隊と戦い、シェパードの命令による空爆も生き延びた後、彼らはシェパードを追跡し川をゾディアック(ボート)で進んでいった。プライスはシェパードが乗っていたMH-53 ペイブロウの撃墜に成功したが、2人はそのまま滝壺へと落下してしまう。
砂嵐が立ち込める中で目を覚ましたソープはシェパードを発見しナイフで殺そうとするが、反撃されナイフを自分の胸に突き立てられた。その後銃でソープを殺そうとしたシェパードにプライスが突進し、そのままプライスとシェパードの殴り合いになったがプライスは圧倒されていった。2人の殴り合いの最中ソープは自分の胸に刺さったナイフを取り出すことに成功し、それをシェパードへと投げつけ、彼の目に突き刺さりシェパードは死亡した。

### コール オブ デューティー  モダン・ウォーフェア3
シェパードはその後戦争の英雄とみなされた。彼の策略によりプライスとソープは戦争犯罪人として国際指名手配となり、タスクフォース141は多くの隊員を失ったうえに活動権限も剥奪された非合法組織となってしまった。
重傷を負ったソープとプライスはニコライによって救出され北インドのセーフハウスへと移動する。ソープは一時危篤状態に陥ったが生き延び、そこにニコライの召集で駆けつけたタスクフォース141の新たな仲間ユーリ(Yuri)が合流する。しかし直後に超国家主義派がセーフハウスを襲撃し、ソープはニコライによって運び出される。ユーリとプライスもセーフハウスを出て町を抜け、道中発見したUGV(無人攻撃機)の火力で敵兵を蹴散らしつつ4人は脱出に成功する。
それから約1ヶ月半後、マカロフによるロシア大統領誘拐事件が発生し、米露の和平交渉が暗礁に乗り上げる。これを受けプライスとユーリはマカロフの動向を探り始め、彼がアフリカのシエラレオネからモロッコ、スペインを経由しロンドンへ積荷を運ぼうとしていることを突き止める。ソープも回復し戦線に復帰したため、4人はシエラレオネに向かい積荷を追うが、あと一歩のところで取り逃してしまう。
積荷の正体は化学ガス兵器だった。イギリス特殊部隊SASが出動するも抑え込みに失敗し、積荷はヨーロッパ全域に運ばれ各地でガス汚染が始まる。さらにそこに乗じてロシア軍が奇襲を仕掛けてきたことでフランス、ドイツ始め各国の政府や特殊部隊は大打撃を食らう。
混乱に陥る中、プライスはかつての上司であり現SAS司令官のマクミランと通信し、積荷の輸送に使われた貨物船がソマリア国籍だったという情報を得る。彼らは現地に向かい武装勢力リーダーのワラーベ(Waraabe)を尋問し、ガス兵器の製造者ヴォルク(Volk)がパリにいるという情報を得る。
ソマリアを発ったプライスはデルタフォースのサンドマン(Sandman)と通信し、ヴォルクの情報を提供して捕縛と尋問を任せ、自身はマカロフの兵器の出所を探るため東ヨーロッパ方面に向かう。翌日、ヴォルクの捕縛に成功したサンドマンから「マカロフがプラハにあるホテル・ルスティグで側近と会合を行う」との情報を受け取ったプライスたちはそのままプラハに向かう。そこでかつて作戦を共にしたロシア体制派のカマロフ(Kamarov)と合流し、厳戒態勢が敷かれた街中を二手に分かれて突破、プライスとカマロフはホテル・ルスティグに、ソープとユーリはホテル近くの広場にある教会にたどり着く。
翌朝、プライスはホテル屋上、カマロフはホテル内部、ソープとユーリは教会上階にスタンバイし、マカロフの到着を待っていた。ソープの合図で攻撃を開始し、バルコニーと会合フロアの敵を一掃するが、到着したエレベーターに乗っていたのはマカロフではなく体中に爆弾を巻き付けられたカマロフだった。実はマカロフはプライスたちの暗殺計画を察知しており、ソープとユーリが監視をしていた教会にも爆弾を仕掛けていた。プライスの目の前でカマロフは爆死し、それを見ていたソープはいち早く背後の爆弾に気付き咄嗟にユーリを遠ざけるも、爆発に巻き込まれ落下する。ホテルからプライスがすぐに駆けつけたが、落下の際にソープの傷口(MW2ラストでシェパードに刺されたもの)が再び開いてしまう。プライスとユーリはマカロフの攻撃を掻い潜ってソープをセーフハウスへと連れて行き蘇生を試みるが叶わず、ソープは「マカロフはユーリを知っていた」と言い残し、出血多量により死亡する。プライスはひどく取り乱した後、数年前にイムラン・ザカエフを殺すために託し、ロシアの収容所で再会したときに返されたM1911をソープの胸に置き、「すまない…」と詫びる。プライスはその後ユーリを殴って階段下へ叩き落とし、銃口を突きつけ、マカロフとの関係を言うように脅す。
ユーリはかつて超国家主義派のロシア兵で、マカロフの相棒的存在だった。20年前にプライスがマクミランと共に参加したザカエフ暗殺作戦、および5年前のアル＝アサドによる核爆弾爆破事件の現場にもマカロフと共に立ち会っており、ザカエフ国際空港での無差別テロにも参加する予定だった。しかし超国家主義派内で権力を得ると共に狂気に染まっていくマカロフに不安を覚え、隠れて西側と内通するようになった。そしてテロ実行直前に裏切りが発覚、マカロフに腹を撃たれ重傷を負うも生き延び、連邦警察に保護され回復した後にタスクフォース141としてプライスたちの前に現れたのだった。
プライスは不承不承にユーリとの関係を保ち、マカロフが以前武器を隠していたとされるプラハ近郊の古城を目指す。マクミランはザカエフの動向を探っていた頃ここを無人機で偵察した経験があり、彼から受け取った施設の情報をもとに2人は内部に潜入、そこでマカロフが大統領を尋問して核ミサイルの発射コードを聞き出そうとしているところをモニター越しに目撃する。なかなか口を割らない大統領に対しマカロフはベルリンにいる息女アリョーナを捕らえるよう部下に指示し、それを見たプライス達は施設を脱出しデルタフォースにその旨を伝える。
プライスからの連絡を受けたデルタフォースはすぐにサンドマンらメタルチームを含む複数の部隊をベルリンに向かわせるが、あと一歩のところでマカロフの部下に先を越され、アリョーナは東シベリアのダイヤモンド鉱山へ連れ去られてしまう。プライスとユーリはメタルチームと合同で現地に向かい、AC-130の航空支援を受けつつ施設を強襲、アリョーナを発見・保護する。次いでさらに施設深部へと進み大統領を発見するが、脱出の際に回収ヘリが被弾し大統領に危険が迫ったため、メタルチームのサンドマン、グリンチ(Grinch)、トラック(Truck))は身を挺して大統領とプライス、ユーリを脱出させた後、施設の爆発に巻き込まれ死亡した。
モスクワへ戻った大統領はアメリカと平和条約を結び、戦争の終結が正式に発表され、タスクフォース141も権限を取り戻し正規部隊として復帰した。しかしプライスは最後の決着をつけるため、依然逃亡中のマカロフが潜むアラビア半島のホテル・オアシスへユーリと共に向かう。2人はジャガーノートと軽機関銃を装備しホテルを襲撃、多くの傭兵たちをなぎ倒しつつマカロフのいるホテル最上階へ向かう。途中で装甲を失いながらも最上階に到達しマカロフを追い詰めるが、敵ヘリの放ったロケット弾がフロアに直撃し床が崩落、ユーリは腹に鉄骨が刺さり動けなくなってしまう。マカロフはその隙にヘリで逃走するため屋上へ移動し、ユーリは自分を置いてマカロフを追えとプライスに告げる。プライスは無我夢中で屋上へ走り離陸直後のヘリに飛び移るが、パイロットを叩き落とす際に計器類が破損し、機体はそのまま屋上へと墜落する。
目を覚ましたプライスの前に、炎上する機体から逃げおおせたマカロフが姿を表す。プライスは這いつくばって目の前に落ちているIMIデザートイーグルを手にするが、直後マカロフは彼の手を踏んでそれを奪い、プライスに銃口を向け止めを刺そうとする。しかしその瞬間、負傷したユーリが駆けつけマカロフの左肩を撃ち抜く。それによりプライスは止めを免れたがマカロフは即座に反撃し、ユーリの頭を撃ち即死させる。プライスはその隙を見逃さず、マカロフに飛びかかって銃を落とさせ、数発の殴打の後近くにあったスチールワイヤーを彼の首に巻き付け、そのまま頭をガラスの床に叩きつける。床は割れプライスはアトリウムフロアに落ち、マカロフはその目の前でワイヤーによって首吊りとなり死亡する。プライスはその後かすかに警察のサイレンが聞こえる中で葉巻に火をつけ一服するのだった。

## 新たなモダン・ウォーフェアの時系列
リブートされた『コール オブ デューティ モダン・ウォーフェア』で、プライス大尉は新たなタイムラインで行われるキャンペーンに復帰する。現在は、俳優のバリー・スローンがプライスを演じている。また演者の関係で、若く見積もって50代程だった旧プライスと異なり、1985年生まれとかなり若くなっている。

### コール オブ デューティー  モダン・ウォーフェア
プライスはCIAエージェントのケイト・ラズウェルからロシアの神経ガス危機について連絡を受けた。その危機の状態を考えて、彼はこの任務を完遂することに同意した。ロンドンがアル・カターラに攻撃された際には、プライスはブラボーチームを率いて状況の封じ込めを行った。その後、マンションでアル・カターラのテロリスト（テロリストの小集団）を襲撃した後、インテリジェンスはリーダーの名前が「オマール・"ウルフ″・スラマン」であることを示した。
バルコフがファラによって刺殺され、プライスはラズウェルと会ってタスクフォース141の結成について話し合い、プライスの部下のカイル・”ギャズ”・ギャリック、ジョン・”ソープ”・マクタビッシュ、サイモン・”ゴースト”・ライリーが検討対象に挙がった。

### コール オブ デューティー  モダン・ウォーフェアⅡ
シェパード将軍の指揮の元でクドス軍の将官ハッサンを追うソープとゴーストが成り行きで発見した物資からアメリカ製の弾道ミサイル発射装置が見つかったことを受けて、オランダのアムステルダムでギャズとアル・カターラがメキシコの麻薬カルテルのエル・シン・ノンブレが手を組んだことを確認する。
ラズウェルの支援を受けスペインで情報収集を開始するが、ラズウェルがアル・カターラに捕らわれるトラブルに遭遇するもファラの支援で奪還に成功する。
メキシコでミサイルの行先を追うソープ、ゴーストとアレハンドロの率いるメキシコ特殊作戦群がシェパードが契約主のグレイブス率いるシャドウカンパニーからミサイル流出の証拠隠滅のために裏切りに合った所へ救援に駆け付けグレイブスを殺害する成功する。(後にグレイブスは生存していたことが判明)
麻薬カルテルの情報からハッサンがシカゴにミサイルを輸送した事を突き止め、TF141とMARSOCが阻止に動く。
ミサイル発射阻止後はラズウェルから141のメンバーとラズウェルにロシアの超国家主義者ウラジミール・マカロフについて話す。

### コール オブ デューティー  モダン・ウォーフェアⅢ
プライス、ギャズ、ソープ、ゴーストはマカロフが脱獄したとの情報を受け、マカロフを抑える為に使われていない原子力発電所を襲撃したコンニグループを攻撃する。

### 他の登場
プライス大尉をベースにしたXbox 360のアバターが購入可能になっている 。MachinimaはYouTubeに「プライス大尉がHalo 3をプレイ」と題した動画を投稿した 。プライス大尉はまたモバイルゲーム『Call of Duty: Heroes』にアンロックされる最初のヒーローとして登場し250 Celeriumでアンロック可能なスタチュースキンを持っている。『コール オブ デューティ インフィニット・ウォーフェア』ではファントムリグ用のプライス大尉の服も存在する

## 評価
このキャラクターはビデオゲーム出版メディアやファンから評判が高い。Game Informerの「10年を特徴づけた30のキャラクター(30 Characters Who Defined a Decade)」リストでプライス大尉は8位にランクインし 、2011年ギネス世界記録・ ゲーマーズエディション( Guinness World Records 2011 Gamers' Edition)で史上最高のビデオゲームのキャラクターの17位に選ばれた 。彼はまたGameSpotの「史上最高の相棒(All-Time Greatest Sidekick)」投票で選ばれた64のキャラクターの１人でもあり 、Game Informerの読者投票で2000年代の8位のキャラクターとして選ばれ 、2013年にComplexはビデオゲームで26番目に優れた兵士としてプライスを位置づけた 。2008年にはジ・エイジはプライスを史上8番目に優れたXboxのキャラクターとして位置づけ、プライスを「コールオブデューティーの最もよく知られている支援キャラクターであり、本当に優秀な軍人(the most familiar of the Call of Duty supporting cast and a damn fine army man indeed" and saying)」と呼び、「なんて男だ、なんて口ひげだ(What a guy; what a [mous]'tache)」と述べた。GamesRadarの記事では「コールオブデューティー4(CoD4)の最高の対話はプライス大尉からのもの」で、同じくCoD4の「最高のミッションはプライス大尉としてプレイするミッション」であることを理由として、「ゲーム全体で」プライス大尉を独占的に主役とするように求めた 。GamesRadarのスタッフは更に世代の最高のゲームキャラクター50のリストの41番目に彼を位置づけ、「間違いなくゲーム史上でジョン・プライス大尉より激しくなっていったキャラクターはいない・・・本当にこの男はタフガイだ」とコメントした 。彼はまたビデオゲーム史上「最も思い出深く、影響力があり、タフガイ」な主人公の48位にランクインした